# Stenbrud - en arbejdsplads i Danmark
|  | Denne artikel er oprettet af botten Steenthbot ud fra en ekstern database. Den kan derfor have sproglige fejl eller mangler. Denne skabelon kan fjernes efter kontrol af indholdet. |

Stenbrud - en arbejdsplads i Danmark er en dansk dokumentarfilm fra 1973 instrueret af Peter Ringgaard efter eget manuskript.

## Handling
Stenbrud er en film om en gruppe arbejdere i det brud, der betegnes som en af landets hårdeste arbejdspladser. Det er en film, der på impressionistisk vis forsøger at skildre de vilkår, man arbejder under, når man tilfældigvis bor i et område, hvor arbejdsløsheden er relativt stor. Det er ligeledes en film om Knud, en film om snavs og støj. En billedbog om kontraster.